# Women's Prison
Women's Prison (Mulheres Condenadas, no Brasil) é um filme noir de 1955 dirigido por Lewis Seiler e estrelado por Ida Lupino, Jan Sterling, Audrey Totter, Phyllis Thaxter e Cleo Moore.

## Sinopse
A ação acontece em uma prisão de mulheres, separada dos homens apenas por uma parede. Apesar da vigilância rigorosa, um dos prisioneiros consegue avisar sua esposa, que em poucos dias estará livre, porque precisa dizer uma coisa da qual depende a sua salvação. O médico da prisão, um homem de consciência e contrário ao sistema prisional, tirânico e cruel, anuncia ao casal que eles vão ter um filho.

## Elenco
- Ida Lupino ... Amelia van Zandt
- Jan Sterling ... Brenda Martin
- Cleo Moore ... Mae
- Audrey Totter ... Joan Burton
- Phyllis Thaxter ... Helene Jensen
- Howard Duff ... Dr. Crane
- Warren Stevens ... Glen Burton
- Barry Kelley ... Warden Brock
- Gertrude Michael ... Matron Sturgess
- Vivian Marshall ... Dottie LaRose
- Mae Clarke ... Matron Saunders
- Ross Elliott ... Don Jensen
- Adelle August ... Grace
- Don C. Harvey ... Guarda Chefe Tierney
- Juanita Moore ... "Polly" Jones